# Meryl Streep
Mary Louise Streep, mais conhecida como Meryl Streep (Summit, 22 de junho de 1949), é uma atriz norte-americana. Descrita pela mídia como a "melhor atriz de sua geração", é ganhadora de todos os maiores prêmios do cinema. Com uma carreira internacional, Streep é conhecida principalmente por sua versatilidade em seus papéis e sua adaptação em sotaques.
Streep fez sua estreia profissional na peça Trelawny of the Wells (1975) e sua estreia na televisão no telefilme The Deadliest Season (1977). No mesmo ano estreou no cinema com o filme Julia (1978) e Kramer vs. Kramer (1979) seguidos por, entre outros como Sophie's Choice (1982), Out of Africa (1985), The Devil Wears Prada (2006), Mamma Mia! (2008) e The Iron Lady (2011).
Streep, mais uma vez nomeada para Melhor Atriz principal na edição Óscar 2018, atinge a sua 21.ª indicação ao Oscar (recorde entre as categorias ligadas à atuação), tendo vencido três vezes. Também recebeu 29 indicações ao Globo de Ouro, vencendo oito, também um recorde para o prêmio. A atriz também recebeu quatro Emmys, dois Screen Actors Guild Awards, o prêmio de melhor atriz no Festival de Cannes e no Festival de Berlim, cinco New York Film Critics Circle Awards, dois BAFTA, dois Australian Film Institute Award, quatro indicações ao Grammy Award e uma indicação Tony Award, entre outros prêmios.
Recebeu o prêmio honorário do American Film Institute em 2004 e o Kennedy Center Honor em 2011, ambos por sua contribuição para a cultura dos Estados Unidos através das artes performáticas, sendo a mais jovem artista da história a receber tal distinção. Foi condecorada por duas vezes pelo presidente Barack Obama, em 2010 e 2014, com a Medalha Nacional das Artes e a Medalha Presidencial da Liberdade, mais alta condecoração civil dos Estados Unidos.

## Origem
Meryl Streep nasceu em Summit, no estado americano de New Jersey. Sua mãe, Mary Wolf (1915–2001), era comerciante de artes e editora em uma publicação especializada, seu pai, Harry William Streep Jr. (1910–2003), era executivo em uma indústria farmacêutica. Tem dois irmãos: Dana David e Harry William III.
A sua família é de origem alemã, especificamente da região de Loffenau, seu tataravô, Gottfried Streep, foi quem imigrou para os Estados Unidos. Outra parte de sua família paterna é da região suíça de Giswil. Sua mãe tinha origem inglesa, alemã e irlandesa. Parte da família materna da atriz é dos estados da Pennsylvania e Rhode Island, e descende de imigrantes ingleses do século XVII.
Streep cresceu em Bernardsville no estado de Nova Jérsei, onde estudou no Bernards High School.
Graduou-se em teatro dramático no renomado Vassar College em 1971 (onde por pouco tempo foi aluna da atriz Jean Arthur). Também foi estudante visitante do Dartmouth College e fez mestrado em Artes Dramáticas na Universidade de Yale, curso durante o qual participou de várias montagens teatrais, como Sonho de uma noite de verão, de William Shakespeare.

## Carreira

### Anos 1970
Meryl Streep participou de várias montagens teatrais em Nova Iorque e Nova Jérsei depois de ter se graduado na Universidade de Yale, incluindo as peças Henry V, The Taming of the Shrew (onde atuou com Raúl Juliá), e Measure for Measure (no qual contracenou com Sam Waterston e John Cazale), ambas feitas para o New York Shakespeare Festival. Nesse período começou a se relacionar com Cazale, com quem viveu até a sua morte, três anos depois. Estreou na Broadway no musical Happy End, e permaneceu atuando nos teatros até o início dos anos 1980 recebeu um Obie Award pela sua performance no espetáculo off-Broadway Alice at the Palace.

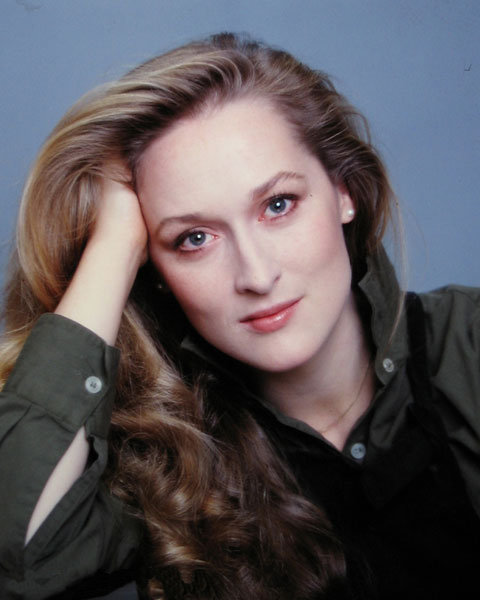
Streep fotografada por Jack Mitchell no final dos anos 1970

No início dos anos 1970, vivendo em Nova Iorque, trabalhou na Broadway em 1976 nas peças 27 Wagons Full of Cotton, de Tennessee Williams' e A Memory of Two Mondays, de Arthur Miller, pela qual recebeu uma indicação ao Tony na categoria Melhor Atriz. Seus primeiros trabalhos na Broadway também incluem The Cherry Orchard, de Anton Chekhov e o musical Happy End de Bertolt Brecht e Kurt Weill, que foi encenado originalmente no circuito Off-Broadway. Recebeu indicações para o Drama Desk Award em ambas as produções.
O primeiro filme da atriz foi Julia (1977), no qual interpreta um papel pequeno, porém de destaque, nas cenas de flashback. Nesta época Streep estava vivendo em Nova Iorque com Cazale, que foi diagnosticado com câncer ósseo. Participou do filme The Deer Hunter (1978), unicamente para ficar com Cazale o máximo de tempo possível, não estando especialmente interessada pela produção. "Eles precisavam de uma garota entre os dois caras, e fui eu".
Em 1978, estrelou a minissérie Holocausto como uma alemã casada com um artista judeu durante o período nazista. Posteriormente explicou que achou o material "forçadamente nobre", e só aceitou o papel porque precisava de dinheiro. Meryl viajou para a Alemanha e a Áustria para filmar enquanto Cazale permaneceu em Nova Iorque. Quando voltou, descobriu que a doença dele havia progredido e cuidou dele até a sua morte, em 12 de março de 1978. Segundo ela, a dor pela perda de Cazale fez com que perdesse também a esperança de que o trabalho lhe pudesse trazer alegria; aceitou um papel em The Seduction of Joe Tynan (1979) com Alan Alda, e segundo a própria, atuou no "piloto automático". Também atuou na peça The Taming of the Shrew.
Com uma audiência estimada em 109 milhões de pessoas, Holocaust tornou Meryl uma atriz nacionalmente famosa. Ela descreveu o agosto de 1978 como "a fronteira da fama". Venceu o Emmy de Melhor Atriz em uma Minissérie ou Telefilme pela performance. The Deer Hunter (1978) foi lançado um mês depois e Meryl foi indicada ao Oscar de melhor atriz coadjuvante.
Em 1979. Meryl foi coadjuvante no filme Manhattan de Woody Allen, explicando depois que não lera o roteiro completo, e que lhe foram dadas apenas seis páginas somente com as suas cenas, e que não lhe foi permitido improvisar uma palavra sequer dos diálogos.
Perguntada sobre o roteiro de Kramer vs. Kramer (1979), em um encontro com o produtor Stan Jaffee, o diretor Robert Benton e o ator principal Dustin Hoffman, Meryl insistiu que a personagem feminina não representava as muitas mulheres que enfrentam uma crise no casamento e a batalha pela guarda de uma criança, e que a personagem estava escrita de maneira "muito má". Jaffee, Benton e Hoffman concordaram com Streep, e o script foi modificado. Na preparação para o personagem conversou com a própria mãe sobre como ser mãe e dona de casa e manter, ao mesmo tempo, uma carreira, e frequentou a região de Upper East Side onde o filme se passava. Benton permitiu que Meryl Streep escrevesse seus diálogos em duas de suas cenas-chave, contra a vontade de Hoffman. Jaffee e Hoffman, posteriormente, sobre como o espírito incansável de Meryl, comentaram: "Ela é uma extraordinária trabalhadora, de modo que ela é obsessiva. Eu acho que ela não pensa em nada a não ser no trabalho que está fazendo", disse Dustin Hoffman.
Streep foi aclamada pela crítica nos seus três filmes lançados em 1979: a comédia romântica Manhattan, o drama policial The Seduction of Joe Tynan e o drama familiar Kramer vs. Kramer. Recebeu o Los Angeles Film Critics Association Award, o National Board of Review Award e o National Society of Film Critics Award (em todos como Melhor Atriz Coadjuvante/Secundária) pelo conjunto dos três filmes. Além disso, com Kramer vs. Kramer, venceu o Oscar e o Globo de Ouro de Melhor Atriz Coadjuvante no Cinema.

### Anos 1980

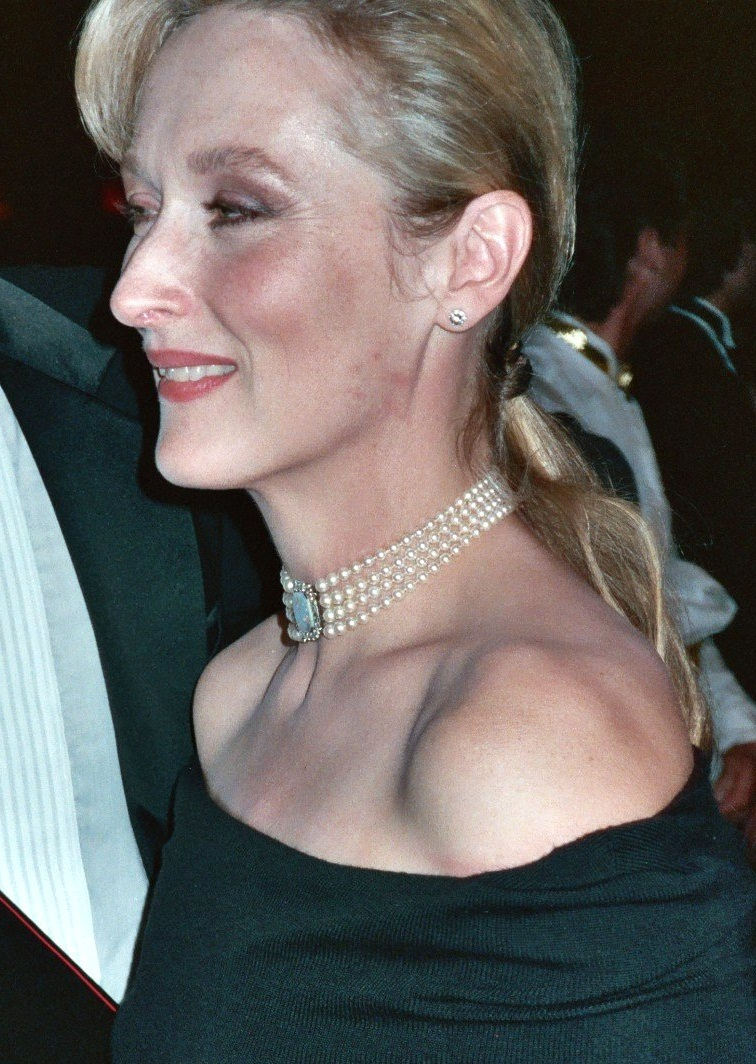
Streep na cerimônia de entrega do Oscar, em 1989

Depois de duas grandes performances como coadjuvante em dois dos filmes de maior sucesso dos anos 1970 (os vencedores do Óscar de Melhor Filme The Deer Hunter e Kramer vs. Kramer), e reconhecida pela sua versatilidade em papéis secundários, Meryl começou a ser chamada para fazer papéis principais. Seu primeiro foi The French Lieutenant's Woman (1981). Uma história sobre um romance, o filme uniu Meryl Streep e Jeremy Irons como atores contemporâneos contando a sua história moderna, enquanto o livro é encenado na Era Vitoriana. Um artigo na New York Magazine afirmou que enquanto muitas estrelas femininas do passado haviam cultivado uma identidade singular em seus filmes, Meryl era uma "camaleoa", capaz de interpretar qualquer tipo de papel. A atriz recebeu o BAFTA de Melhor Atriz pelo trabalho.
Seu próximo filme, o thriller psicológico, Still of the Night (1982), a reuniu com Robert Benton, o diretor de Kramer vs. Kramer e foi co-estrelado por Roy Scheider e Jessica Tandy. Vincent Canby, em artigo publicado no The New York Times, afirmou que o filme era uma homenagem a Alfred Hitchcock, mas que um dos pontos baixos do filme era a falta de química entre Streep e Scheider, concluindo que Meryl "é incrível, mas não está em nenhum lugar da tela, e nem mesmo perto dela".
Como uma polonesa sobrevivente do holocausto em A Escolha de Sofia (1982), a performance emocional e dramática e seu sotaque polonês receberam muitos elogios. William Styron escreveu o romance pensando em Ursula Andress para o papel de Sophie, mas Meryl estava bastante determinada em consegui-lo. Depois de obter uma cópia "contrabandeada" do roteiro, foi até Alan J. Pakula e se atirou ao chão lhe implorando pelo papel. Meryl filmou a cena da "escolha" em uma tomada e se recusou a fazê-la novamente, já que havia achado o trabalho extremamente doloroso. Além de muitos prêmios importantes de atuação, Meryl ganhou o Oscar de Melhor Atriz por sua performance. Roger Ebert disse sobre a atuação, "Streep faz as cenas do Brooklyn com um encantador sotaque polonês (ela tem o primeiro sotaque que eu tenho vontade de abraçar), e faz os flashbacks em polonês e alemão fluentes. Dificilmente se encontra uma emoção que Streep não toca no filme, e ainda assim nunca estamos conscientes de seu esforço. Este é um dos mais surpreendentes e, mesmo assim, uma das mais naturais performances que eu consigo me lembrar".
Ela continuou fazendo sucesso com o filme Silkwood (1983), no qual interpreta, pela primeira vez, um personagem real, a sindicalista Karen Silkwood. Ela comentou a preparação para o papel em uma entrevista a Roger Ebert e disse que se encontrou com pessoas próximas a Karenpara conhecer mais sobre ela, e fazendo isso, percebeu que cada pessoa viu um aspecto diferente da personalidade dela. Meryl se concentrou nos acontecimentos da vida de Karen e disse, "Eu não tentei me tornar Karen. Eu apenas tentei olhar para o que ela fez. Eu juntei cada informação que eu pude encontrar sobre ela… O que eu fiz então foi olhar os acontecimentos de sua vida, e tentar entendê-los de dentro para fora".
Seus próximos filmes foram o drama romântico, Falling in Love (filme) (1984), com Robert De Niro, e o drama britânico, Plenty (1985). Roger Ebert disse sobre a atuação de Meryl Streep e Plenty que ela transmitiu "grande subjetividade; é difícil interpretar uma mulher desequilibrada, neurótica e autodestrutiva, e fazer isso com tanta suavidade e charme… Streep criou todo o personagem ao redor de uma mulher que poderia ser simplesmente um catálogo de sintomas".
Out of Africa (1985) teve Meryl Streep como a escritora dinamarquesa Karen Blixen e foi coestrelado por Robert Redford. Para o filme o diretor Sydney Pollack não considerava a atriz por achá-la pouco sexy para a personagem. A opção original era Audrey Hepburn. Interessada no papel, Meryl foi num encontro com o diretor usando um sutiã com enchimento e um decote, conseguindo o papel.
Um grande sucesso de crítica, o filme recebeu 63% de avaliações positivas no portal Rotten Tomatoes. Streep co-estrelou com Jack Nicholson seus próximos dois filmes, os dramas Heartburn (1986) e Ironweed (1987), no qual cantava pela primeira vez desde o telefilme Secret Service, de 1977. Em A Cry in the Dark (1988), ela interpretou o papel biográfico de Lindy Chamberlain, uma australiana condenada pelo desaparecimento da própria filha, mas que afirmava que o bebê tinha sido atacado por um dingo. Rodado na Austrália, o filme deu a Meryl o Australian Film Institute Award de melhor atriz e o prêmio de Melhor Atriz no Cannes Film Festival, o New York Film Critics Circle Award de Melhor Atriz e foi indicado a vários outros prêmios.
Em She-Devil (1989), Streep fez a sua primeira comédia, contracenando com Roseanne Barr. Richard Corliss, escreveu na revista Time, comentando que Streep era a "única razão" para ver o filme, e se disse surpreso por ela ter aceitado fazer um papel tão diferente dos que normalmente costuma representar.

### Anos 1990

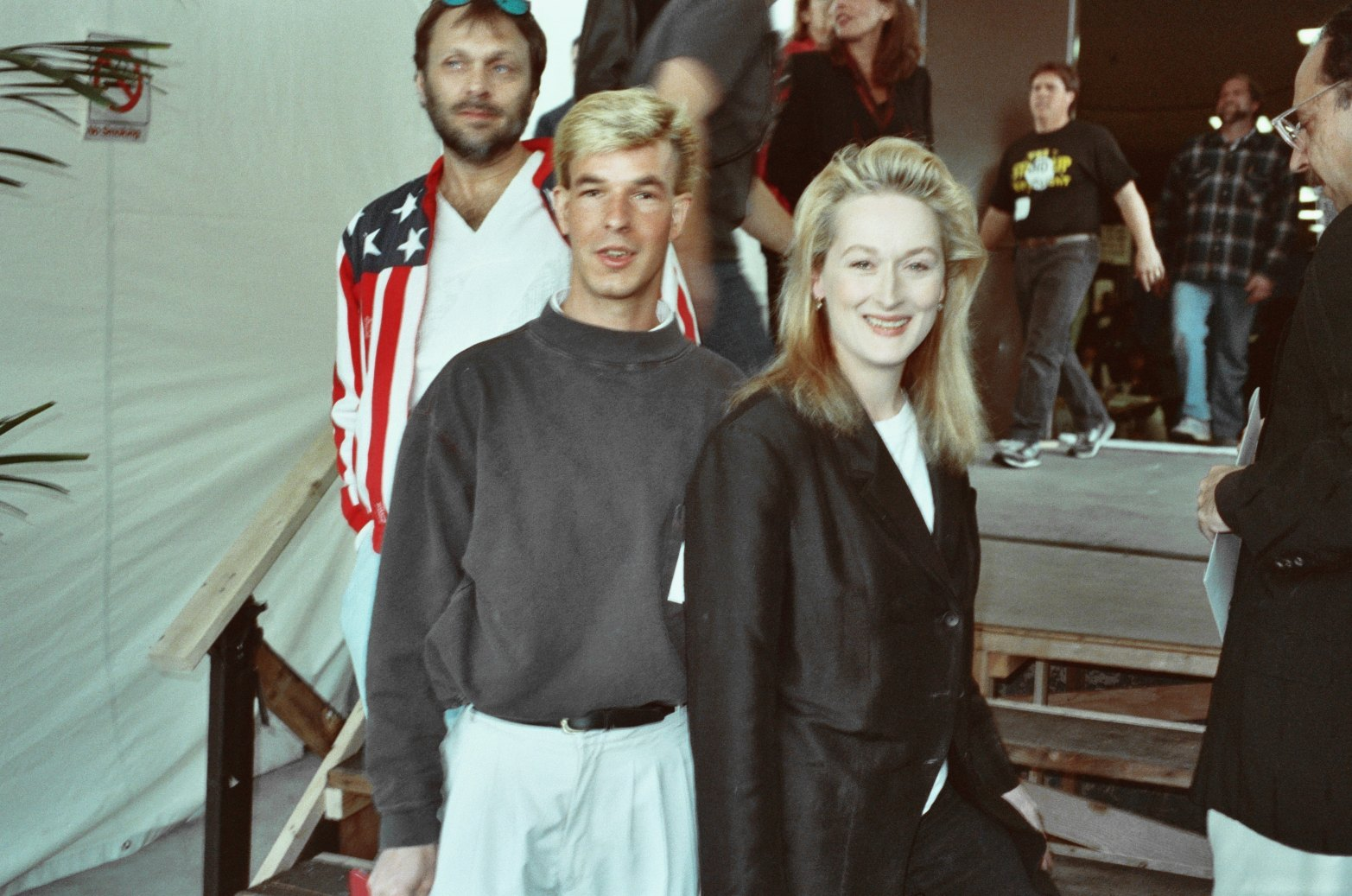
Meryl Streep no Grammy Awards de 1990.

Nos anos 1990 Meryl Streep continuou escolhendo uma grande variedade de papéis. Entre 1984 e 1990, ganhou seis People's Choice Awards de melhor atriz cinematográfica, e em 1990 foi indicada como a "Melhor do Mundo". A partir de então, começou um período que sua biógrafa Karen Hollinger descreveu como a uma crise na popularidade de seus filmes, atribuindo isso, em menor escala, à percepção da crítica de que suas comédias eram uma tentativa de assumir uma imagem mais suave, depois de uma série de filmes sérios e de pouco apelo comercial, e principalmente pela falta de bons papéis para atrizes na casa dos quarenta anos. Streep comentou que suas opções ficaram limitadas por sua escolha de só trabalhar em Los Angeles, próxima de sua família, situação que já havia antecipado em uma entrevista em 1981. "No momento em que uma atriz chega em seus quarenta e poucos anos, ninguém está mais interessado nela. Então, se ela resolver botar no mundo uma ou duas crianças nesse período, é bom escolher com cuidado os seus papéis".
Meryl interpretou uma atriz viciada em drogas na adaptação para o cinema do romance de Carrie Fisher Postcards from the Edge, com Dennis Quaid e Shirley MacLaine. Logo em seguida filmou a comédia burlesca Death Becomes Her, com Bruce Willis e Goldie Hawn com co-estrelas. O crítico da TIME Richard Corliss aprovou a performance ao estilo "bruxa má do Oeste" de Meryl, mas classificou o filme como uma "versão melhorada de She-Devil.
Em 1995, Streep contracenou com Clint Eastwood na história de amor The Bridges of Madison County (1995). Baseado no best-seller de Robert James Waller, que conta a história de Robert Kincaid (Eastwood), um fotógrafo contratado pela National Geographic, que se apaixona por uma fazendeira francesa de meia idade de Iowa chamada Francesca (Streep). Streep e Eastwood se aproximaram muito durante as filmagens, e a sua química na tela levantou boatos de que os dois estariam tendo um caso, o que foi negado por ambos. O filme foi um sucesso de público e arrecadou mais de 70 milhões de dólares só nos Estados Unidos. O filme, diferentemente do livro, surpreendeu positivamente os críticos e teve recepção calorosa. Janet Maslin do The New York Times escreveu que Clint criou "uma comovente e emocionante história de amor", enquanto Joe Morgenstern no The Wall Street Journal descreveu The Bridges of Madison County como "um dos filmes mais agradáveis dos últimos tempos".
Em 1996, Meryl estrelou Marvin's Room, uma adaptação da peça de Scott McPherson. Diane Keaton interpretou a sua distante irmã, uma mulher em luta contra a leucemia, papel para o qual Meryl foi considerada inicialmente. O filme também é estrelado pelo jovem Leonardo DiCaprio como o filho rebelde de Meryl. Roger Ebert escreveu que "Streep e Keaton, em seus diferentes estilos, encontraram maneiras de fazer de Lee e Bessie muito mais do que a expressão de seus problemas". Apesar de aclamado pela crítica, o filme não foi lançado em grande escala. Streep, contudo, recebeu outra indicação o Globo de Ouro pelo papel.
Em 1999, Streep interpretou Roberta Guaspari, uma novaiorquina real que encontrou paixão e realização pessoal, ensinando violino para crianças pobres do Harlem no drama musical Music of the Heart, papel pelo qual foi novamente indicada ao Oscar.

### Anos 2000
Em 2000 a atriz foi dirigida por Steven Spielberg no filme A.I. Artificial Intelligence, uma ficção científica sobre uma criança androide, interpretada por Haley Joel Osment, programado unicamente com a capacidade de amar. Meryl fez a voz da Fada Azul. No mesmo ano, Streep co-apresentou a entrega do Prêmio Nobel da Paz com Liam Neeson em Oslo, na Noruega.
Em 2002, Meryl voltou aos palcos pela primeira vez depois de mais de vinte anos, interpretando Arkadina no The Public Theater, no revival da peça The Seagull, de Anton Chekhov, dirigida por Mike Nichols e co-estrelada por Kevin Kline, Natalie Portman, e Philip Seymour Hoffman. No mesmo ano começou a trabalhar com Spike Jonze na comédia dramática Adaptation. (2002), no qual interpretou um personagem real, a jornalista Susan Orlean. Aclamado pela crítica e pelo público, o filme deu a Meryl seu quarto Globo de Ouro de atriz coadjuvante. Ainda em 2002, Streep apareceu ao lado de Nicole Kidman e Julianne Moore em The Hours, Stephen Daldry, baseado no livro homônimo de 1999 de Michael Cunningham. Focado em três mulheres de diferentes gerações cujas vidas são interconectadas pelo romance Mrs. Dalloway de Virginia Woolf, o filme foi bem recebido e deu às três atrizes o Urso de Prata do Festival de Berlim, no ano seguinte.

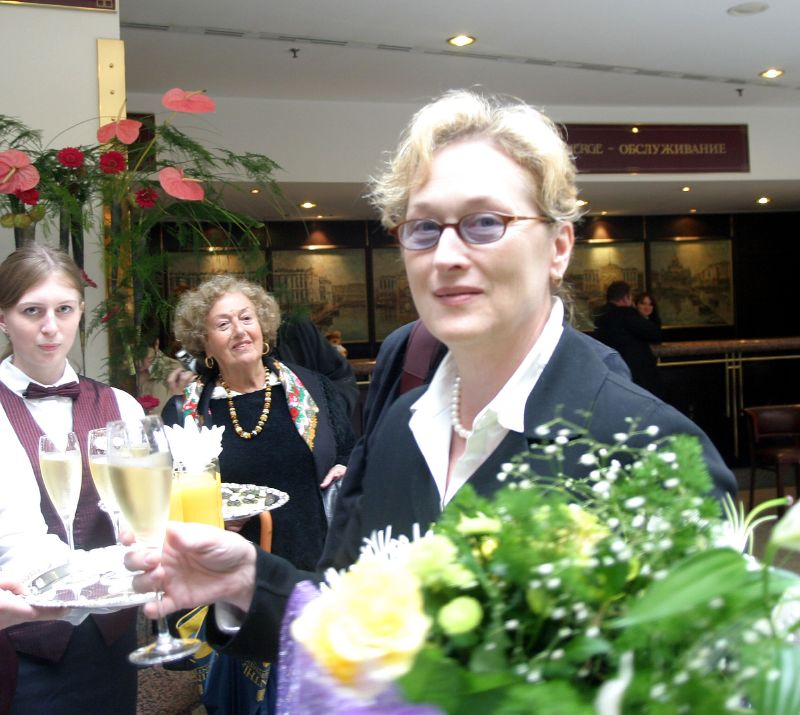
Meryl em São Petersburgo, Rússia em 2004.

 No ano seguinte, fez uma participação especial como ela mesma na comédia Stuck on You (2003) e voltou a se reunir com Mike Nichols para estrelar com Al Pacino e Emma Thompson a adaptação da HBO da peça Angels in America, de Tony Kushner, cuja versão original tinha seis horas de duração e contava a história de dois casais cujos relacionamentos entram em crise tento como pano de fundo a Era Reagan. A atriz interpretou quatro papéis na minissérie e recebeu seu segundo Emmy e seu quinto Globo de Ouro pela performance. Em 2004, Meryl recebeu o prêmio da American Film Institute pelo conjunto de sua obra. Apareceu em The Manchurian Candidate remake dirigido por Jonathan Demme, de sucesso moderado, onde aparece ao lado de Denzel Washington. Nele Meryl interpreta uma mulher que ao mesmo tempo é senadora, e a manipuladora mãe de um candidato a vice-presidente.
No mesmo ano foi coadjuvante na adaptação feita por Aunt Josephine para a série Lemony Snicket's A Series of Unfortunate Events, tendo Jim Carrey como protagonista. A comédia recebeu críticas positivas, e ganhou o Oscar de melhor maquiagem e penteados. O amor entre Giverny, a França e Claude Monet foi tema do filme Monet's Palate, narrado por Meryl, com Alice Waters, Steve Wynn, Daniel Boulud and Helen Rappel Bordman.
Meryl esteve no cast de Prime, dirigido por Ben Younger. No filme, interpretou Lisa Metzger, a psicanalista de uma mulher de negócios divorciada (interpretada por Uma Thurman) que começa a se relacionar com o filho de 23 anos de Lisa (Bryan Greenberg). O filme arrecadou 67,9 milhões de dólares internacionalmente. Entre agosto e setembro de 2006, estrelou a produção do The Public Theater de Mother Courage and Her Children. Streep co-estrelou ao lado de Kevin Kline e Austin Pendleton a peça de três horas de duração onde aparecia cantando durante quase todo o tempo.
Também em 2006, interpretou ao lado de Shirley MacLaine os últimos dois membros de uma família dedicada a música country em A Prairie Home Companion, último filme de Robert Altman. O filme arrecadou 26 milhões de dólares, majoritariamente no mercado doméstico. Comercialmente, Meryl se deu melhor em The Devil Wears Prada (2006), adaptação do best-seller de Lauren Weisberger. A ela coube o papel da poderosa e dominadora Miranda Priestly, editora de uma revista de moda (e chefe da recém-formada Anne Hathaway). Sua performance atraiu elogios dos críticos e ganhou muitas indicações a prêmios, incluindo a sua 14ª ao Oscar, e outra vitória nos Globos de Ouro. Após seu lançamento comercial, tornou-se o maior sucesso de bilheteria de Meryl até então, arrecadando 326,5 milhões de dólares ao redor do mundo.

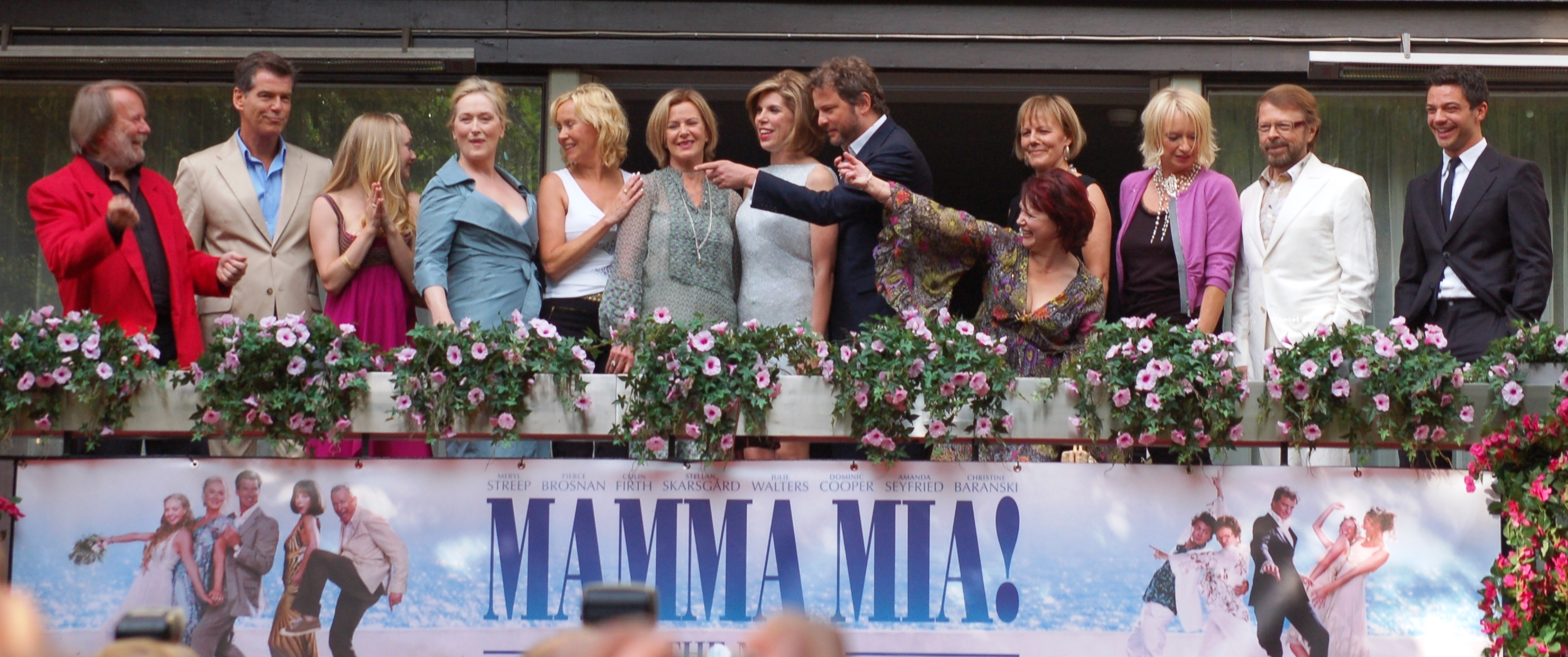
Meryl e o restante do elenco de Mamma Mia! junto da banda ABBA, durante o lançamento do filme na Suécia, em julho de 2008.

Em 2007, Streep estrelou quatro filmes. Interpretou a rica patronesse de uma universidade no drama Dark Matter (2007), de Chen Shi-zheng, baseado em fatos reais sobre um estudante chinês que se torna violento por não concordar com o sistema científico norte-americano. Inicialmente produzido para ser lançado em 2007, os produtores decidiram adiar o lançamento em função do Massacre de Virginia Tech, em abril de 2007. O drama recebeu críticas negativas em seu lançamento, bastante limitado, no final de 2008. A atriz interpretou também uma oficial do governo norte-americano que investiga egípcios suspeitos de terrorismo, no policial Rendition (2007), de Gavin Hood. Animada para participar de um filme de suspense, Meryl viu a oportunidade de participar de um gênero onde normalmente não lhe eram oferecidos papéis. Em seu lançamento, Rendition teve pouco sucesso comercial, e recebeu críticas mistas.
Ainda em 2007, teve um papel pequeno ao lado de Vanessa Redgrave, Glenn Close e sua filha mais velha Mamie Gummer no drama dirigido por Lajos Koltai, Evening, baseado no romance homônimo de Susan Minot. Ambientado entre o presente e o passado, conta a história de uma mulher acamada que se lembra de sua movimentada vida nos anos 1950. O filme teve uma recepção morna dos críticos, que afirmaram que ele era "lindamente filmado, mas decididamente enfadonho e um colossal desperdício de talento do elenco". O último filme de Meryl em 2007 foi Lions for Lambs, de Robert Redford, sobre as ligações entre um pelotão de soldados na Guerra do Afeganistão, um senador norte-americano, uma repórter da revista Time, e um professor universitário californiano.
Em 2008, Meryl participou de seu maior sucesso comercial, o filme musical Mamma Mia!. Dirigido por Phyllida Lloyd, o filme é uma adaptação do musical da Broadway com canções do grupo sueco ABBA. Co-estrelado por Amanda Seyfried, Pierce Brosnan, Stellan Skarsgård e Colin Firth, ela interpreta uma mãe solteira cuja filha, prestes a se casar, nunca conheceu o pai. A garota convida três prováveis pais para seu casamento em uma idílica ilha grega. Sucesso instantâneo, Mamma Mia! arrecadou 602,6 milhões de dólares, o maior valor entre os musicais de todos os tempos. Indicada ao Globo de Ouro, a atuação de Meryl recebeu boas críticas, como a de Wesley Morris do Boston Globe, que disse: "a melhor atriz dos filmes americanos finalmente se torna uma estrela".
No mesmo ano, ela também participou de Doubt ao lado de Philip Seymour Hoffman, Amy Adams e Viola Davis. Um drama que se desenvolve ao redor de uma freira (Streep) que dirige uma escola católica no Bronx em 1964, e que encontra indícios de pedofilia praticada por um padre (Hoffman). O filme teve moderado sucesso de bilheteria, mas foi descrito pela crítica como um dos melhores de 2008. Meryl foi indicada ao Oscar e ao Globo de Ouro por Doubt e ao Globo de Ouro por Mamma Mia!.
Em 2009, a atriz interpretou a chef Julia Child em Julie & Julia, dirigido por Nora Ephron e coestrelado por Amy Adams e Stanley Tucci. O primeiro grande filme baseado em um blogue, mostra os contrastes da vida de Child nos primeiros anos de sua carreira como chef, com a vida da jovem Julie Powell (Adams), que decide cozinhar as 524 receitas do livro de culinária Mastering the Art of French Cooking, de Child, em 365 dias, e relatar tudo em um popular blogue, o The Julie/Julia Project. No mesmo ano, Meryl também estrelou a comédia romântica It's Complicated, de Nancy Meyers, com Alec Baldwin e Steve Martin. Ela recebeu indicações para o Globo de Ouro, na categoria de Melhor Atriz em Comédia ou Musical pelos dois filmes, vencendo pelo primeiro. Por Julie & Julia recebeu sua 16ª indicação ao Oscar. No mesmo ano ela também emprestou sua voz para a animação Fantastic Mr. Fox.

### Anos 2010

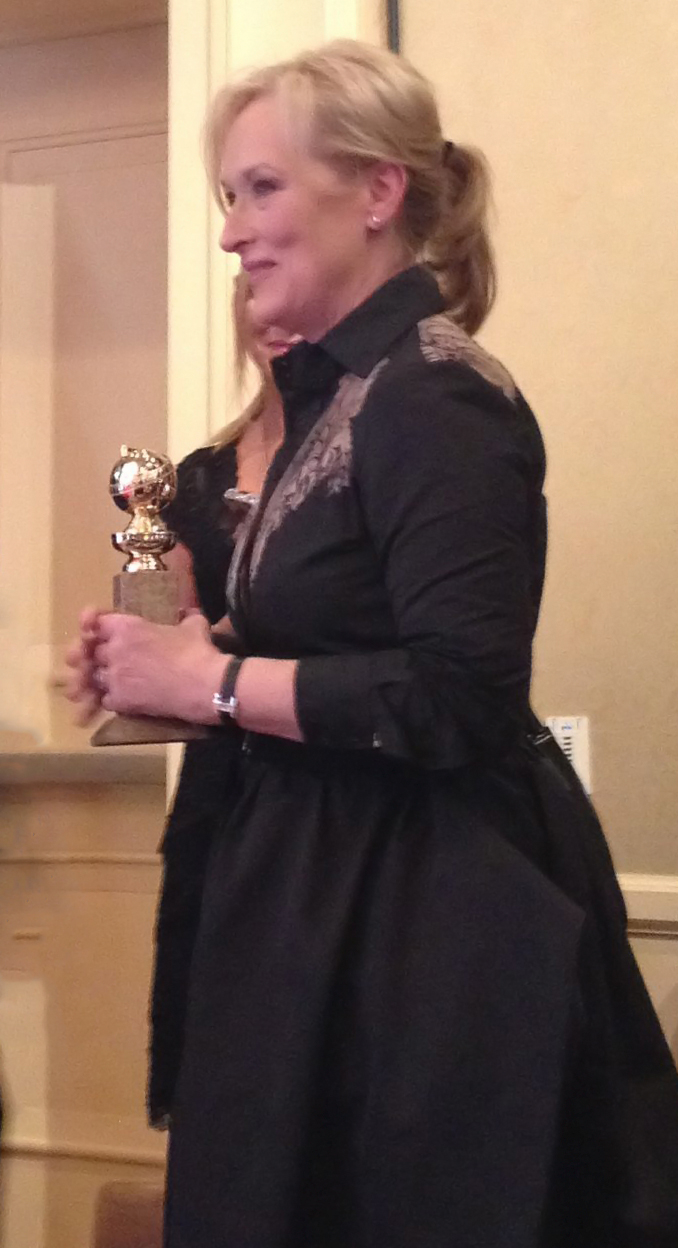
Meryl no Globo de Ouro de 2012.

No início de 2011, voltou a trabalhar com Phyllida Lloyd em The Iron Lady (2011), a cinebiografia de Margaret Thatcher, que trata do período em que ela era Primeira Ministra do Reino Unido, durante a Guerra das Malvinas e em seus anos de aposentadoria. Durante a preparação para o papel, ela se sentou em uma sessão da Câmara dos Comuns para observar os membros do parlamento em ação, o que chamou de "um desafio assustador". Enquanto o filme teve críticas mistas, a atuação de Meryl teve críticas muito positivas, e lhe rendeu o Globo de Ouro e o BAFTA de Melhor Atriz, além seu terceiro Oscar.
Em 2010, Meryl Streep voltou a se reunir com o diretor de O Diabo Veste Prada, David Frankel para a comédia dramática Hope Springs, co-estrelada por Tommy Lee Jones e Steve Carell. Nela, Streep e Jones interpretam um casal de meia idade que participa de um programa intensivo de uma semana de terapia de casal, na tentativa de recuperar a intimidade perdida. As críticas do filme foram, em geral, positivas, ressaltando as "performances hipinotizantes de Meryl Streep e Tommy Lee Jones" que oferecem "aos cinéfilos mais crescidos algumas gargalhadas - e a chance de pensar sobre os relacionamentos maduros". Ela recebeu sua 27ª indicação ao Globo de Ouro, quebrando seu próprio recorde.
Em 2013, Meryl co-estrelou com Julia Roberts o filme August: Osage County, rodado no estado de Oklahoma. O filme, baseado na peça homônima vencedora do Pullitzer e do Tony foi dirigido por John Wells e trata de uma família que precisa acertar suas contas no funeral de seu patriarca. Exibido no Festival de Cinema de Toronto, o filme estreou comercialmente na semana do natal, tanto nos Estados Unidos como no Brasil. A performance de Streep foi responsável pela sua 18ª indicação ao Oscar, batendo seu próprio recorde. Pelo filme Meryl também foi duas vezes indicada ao SAG Awards (como melhor atriz e como melhor elenco) e ao seu 28ª Globo de Ouro, na categoria Melhor Atriz no Cinema - Comédia/Musical.
| “ | A fórmula da felicidade e do sucesso é simplesmente ser você mesmo da maneira mais sincera que puder - Merly Streep em um de seus discursos no seu 28ª Globo de Ouro, na categoria Melhor Atriz no Cinema - Comédia/Musical | ” |

Em 2014 deve estrelar juntamente com Hilary Swank a produção de The Homesman, segunda experiência de Tommy Lee Jones como diretor. Ela também participa de Into the Woods, adaptação da Disney do musical da Broadway. Meryl fará o papel principal, sendo dirigida por Rob Marshall A atriz também estará em The Giver, com Jeff Bridges, e The Good House, com Robert De Niro.
Ainda este ano filma Suffragette, ao lado de Helena Bonham Carter e Carey Mulligan, primeiro filme comercial da história a ser filmado no interior da House of Commons, a Câmara Baixa do Parlamento Britânico.

## Filmografia

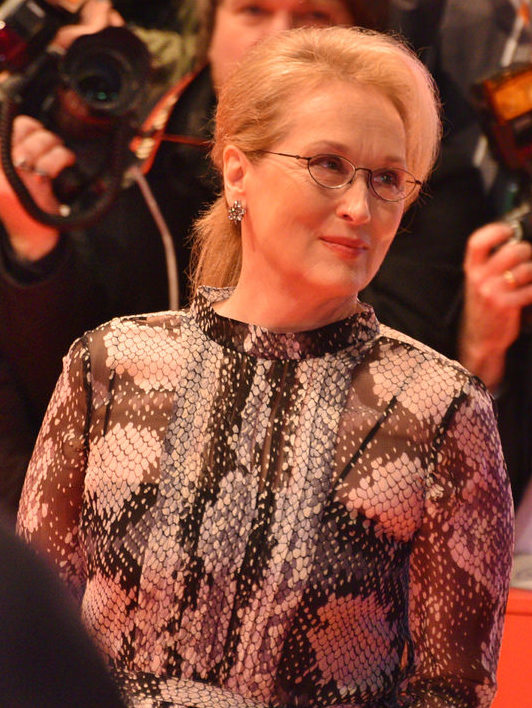
Streep no 66º Festival Internacional de Cinema de Berlim em 2016

| † | Indica filmes que ainda não foram lançados |

| Título                                               | Ano  | Personagem                    | Diretore(s)                      | Notas                  | Ref.    |
| ---------------------------------------------------- | ---- | ----------------------------- | -------------------------------- | ---------------------- | ------- |
| Julia                                                | 1977 | Anne Marie                    | Fred Zinnemann                   | Coadjuvante            | [ 104 ] |
| The Deer Hunter                                      | 1978 | Linda                         | Michael Cimino                   | Coadjuvante            | [ 105 ] |
| Manhattan                                            | 1979 | Jill                          | Woody Allen                      | Coadjuvante            | [ 106 ] |
| The Seduction of Joe Tynan                           | 1979 | Karen Traynor                 | Jerry Schatzberg                 | Coadjuvante            | [ 107 ] |
| Kramer vs. Kramer                                    | 1979 | Joanna Kramer                 | Robert Benton                    | Coadjuvante            | [ 108 ] |
| The French Lieutenant's Woman                        | 1981 | Sarah / Anna                  | Karel Reisz                      | Protagonista           | [ 109 ] |
| Still of the Night                                   | 1982 | Brooke Reynolds               | Robert Benton                    | Protagonista           | [ 110 ] |
| Sophie's Choice                                      | 1982 | Sophie Zawistowski            | Alan J. Pakula                   | Protagonista           | [ 111 ] |
| Silkwood                                             | 1983 | Karen Silkwood                | Mike Nichols                     | Protagonista           | [ 112 ] |
| Falling in Love                                      | 1984 | Molly Gilmore                 | Ulu Grosbard                     | Protagonista           | [ 113 ] |
| Plenty                                               | 1985 | Susan Traherne                | Fred Schepisi                    | Protagonista           | [ 114 ] |
| Out of Africa                                        | 1985 | Karen Blixen                  | Sydney Pollack                   | Protagonista           | [ 115 ] |
| Heartburn                                            | 1986 | Rachel Samstat                | Mike Nichols                     | Protagonista           | [ 116 ] |
| Ironweed                                             | 1987 | Helen Archer                  | Hector Babenco                   | Protagonista           | [ 117 ] |
| A Cry in the Dark                                    | 1988 | Lindy Chamberlain             | Fred Schepisi                    | Protagonista           | [ 118 ] |
| She-Devil                                            | 1989 | Mary Fisher                   | Susan Seidelman                  | Protagonista           | [ 119 ] |
| Postcards from the Edge                              | 1990 | Suzanne Vale                  | Mike Nichols                     | Protagonista           | [ 120 ] |
| Defending Your Life                                  | 1991 | Julia                         | Albert Brooks                    | Protagonista           | [ 121 ] |
| Age 7 in America                                     | 1991 | Narradora                     | Phil Joanou                      | Documentário           | [ 122 ] |
| Death Becomes Her                                    | 1992 | Madeline Ashton               | Robert Zemeckis                  | Protagonista           | [ 123 ] |
| The House of the Spirits                             | 1993 | Clara del Valle Trueba        | Bille August                     | Protagonista           | [ 124 ] |
| The River Wild                                       | 1994 | Gail Hartman                  | Curtis Hanson                    | Protagonista           | [ 125 ] |
| The Living Sea                                       | 1995 | Narradora                     | Greg MacGillivray                | Documentário           | [ 126 ] |
| The Bridges of Madison County                        | 1995 | Francesca Johnson             | Clint Eastwood                   | Protagonista           | [ 127 ] |
| Before and After                                     | 1996 | Dr. Carolyn Ryan              | Barbet Schroeder                 | Protagonista           | [ 124 ] |
| Marvin's Room                                        | 1996 | Lee                           | Jerry Zaks                       | Protagonista           | [ 128 ] |
| Dancing at Lughnasa                                  | 1998 | Kate Mundy                    | Pat O'Connor                     | Protagonista           | [ 129 ] |
| One True Thing                                       | 1998 | Kate Gulden                   | Carl Franklin                    | Protagonista           | [ 130 ] |
| Music of the Heart                                   | 1999 | Roberta Guaspari              | Wes Craven                       | Protagonista           | [ 131 ] |
| Ginevra's Story                                      | 1999 | Narradora                     | Christopher Swann                | Documentário           | [ 132 ] |
| A.I. Artificial Intelligence                         | 2001 | Blue Mecha                    | Steven Spielberg                 | Voz                    | [ 133 ] |
| Adaptation.                                          | 2002 | Susan Orlean                  | Spike Jonze                      | Protagonista           | [ 134 ] |
| The Hours                                            | 2002 | Clarissa Vaughan              | Stephen Daldry                   | Protagonista           | [ 135 ] |
| Stuck on You                                         | 2003 | Ela mesma                     | Farrelly brothers                | Cameo não creditado    | [ 136 ] |
| The Manchurian Candidate                             | 2004 | Senator Eleanor Prentiss Shaw | Jonathan Demme                   | Protagonista           | [ 137 ] |
| Lemony Snicket's A Series of Unfortunate Events      | 2004 | Aunt Josephine                | Brad Silberling                  | Coadjuvante            | [ 138 ] |
| Prime                                                | 2005 | Lisa Metzger                  | Ben Younger                      | Protagonista           | [ 139 ] |
| Stolen Childhoods                                    | 2005 | Narradora                     | Len Morris                       | Documentário           | [ 140 ] |
| A Prairie Home Companion                             | 2006 | Yolanda Johnson               | Robert Altman                    | Protagonista           | [ 141 ] |
| The Music of Regret                                  | 2006 | The Woman                     | Laurie Simmons                   | Curta-metragem         | [ 142 ] |
| The Devil Wears Prada                                | 2006 | Miranda Priestly              | David Frankel                    | Protagonista           | [ 143 ] |
| The Ant Bully                                        | 2006 | Queen Ant                     | John A. Davis                    | Voz                    | [ 144 ] |
| Dark Matter                                          | 2007 | Joanna Silver                 | Chen Shi-Zheng                   | Protagonista           | [ 145 ] |
| Evening                                              | 2007 | Lila Ross                     | Lajos Koltai                     | Protagonista           | [ 146 ] |
| Rendition                                            | 2007 | Corrine Whitman               | Gavin Hood                       | Protagonista           | [ 147 ] |
| Lions for Lambs                                      | 2007 | Janine Roth                   | Robert Redford                   | Protagonista           | [ 148 ] |
| Mamma Mia!                                           | 2008 | Donna Sheridan                | Phyllida Lloyd                   | Protagonista           | [ 149 ] |
| Doubt                                                | 2008 | Sister Aloysius Beauvier      | John Patrick Shanley             | Protagonista           | [ 150 ] |
| Julie & Julia                                        | 2009 | Julia Child                   | Nora Ephron                      | Protagonista           | [ 151 ] |
| Fantastic Mr. Fox                                    | 2009 | Mrs. Fox                      | Wes Anderson                     | Voz                    | [ 152 ] |
| It's Complicated                                     | 2009 | Jane Adler                    | Nancy Meyers                     | Protagonista           | [ 153 ] |
| Higglety Pigglety Pop! or There Must Be More to Life | 2010 | Jennie                        | Chris Lavis/ Maciek Szczerbowski | Voz; curta-metragen    | [ 154 ] |
| The Iron Lady                                        | 2011 | Margaret Thatcher             | Phyllida Lloyd                   | Protagonista           | [ 155 ] |
| To the Arctic 3D                                     | 2012 | Narradora                     | Greg MacGillivray                | Documentário           | [ 156 ] |
| Hope Springs                                         | 2012 | Kay Soames                    | David Frankel                    | Protagonista           | [ 157 ] |
| Wings of Life                                        | 2013 | Narradora                     | Louie Schwartzberg               | Documentário           | [ 158 ] |
| Girl Rising                                          | 2013 | Narradora                     | Richard E. Robbins               | Documentário           | [ 159 ] |
| A Fierce Green Fire                                  | 2013 | Narradora                     | Mark Kitchell                    | Documentário           | [ 160 ] |
| Out of Print                                         | 2013 | Narradora                     | Vivienne Roumani                 | Documentário           | [ 161 ] |
| August: Osage County                                 | 2013 | Violet Weston                 | John Wells                       | Protagonista           | [ 162 ] |
| The Giver                                            | 2014 | Chief Elder                   | Phillip Noyce                    | Protagonista           | [ 163 ] |
| The Homesman                                         | 2014 | Altha Carter                  | Tommy Lee Jones                  | Protagonista           | [ 164 ] |
| Into the Woods                                       | 2014 | The Witch                     | Rob Marshall                     | Protagonista           | [ 165 ] |
| Ricki and the Flash                                  | 2015 | Ricki                         | Jonathan Demme                   | Protagonista           | [ 166 ] |
| Suffragette                                          | 2015 | Emmeline Pankhurst            | Sarah Gavron                     | Coadjuvante            | [ 167 ] |
| Shout Gladi Gladi                                    | 2015 | Narradora                     | Adam Friedman / Iain Kennedy     | Documentário           | [ 168 ] |
| Florence Foster Jenkins                              | 2016 | Florence Foster Jenkins       | Stephen Frears                   | Protagonista           | [ 169 ] |
| We Rise                                              | 2017 | Narradora                     | Desconhecido                     | Documentário           | [ 170 ] |
| The Guardian Brothers                                | 2017 | Narradora                     | Gary Wang                        | Voz (versão em inglês) | [ 171 ] |
| The Post                                             | 2017 | Kay Graham                    | Steven Spielberg                 | Protagonista           | [ 172 ] |
| Mamma Mia! Here We Go Again                          | 2018 | Donna Sheridan                | Ol Parker                        | Protagonista           | [ 173 ] |
| Mary Poppins Returns                                 | 2018 | Topsy                         | Rob Marshall                     | Coadjuvante            | [ 174 ] |
| The Laundromat                                       | 2019 | Martin/Elena                  | Steven Soderbergh                | Protagonista           | [ 175 ] |
| Little Women                                         | 2019 | Aunt Carrol                   | Greta Gerwig                     | Coadjuvante            | [ 176 ] |
| The Prom                                             | 2020 | Dee Dee Allen                 | Ryan Murphy                      | Protagonista           | [ 177 ] |
| Don't Look Up                                        | 2021 | Janie Orlean                  | Adam McKay                       | Coadjuvante            | [ 178 ] |

### Sotaques
Meryl Streep é conhecida pela sua grande capacidade de mimetizar sotaques, desde o dinamarquês de Out of Africa (1985); ao inglês britânico de Plenty (1985), de The French Lieutenant's Woman (1981) e de The Iron Lady (2011); o italiano em The Bridges of Madison County (1995); o sotaque de Minnesota em A Prairie Home Companion (2006) e o irlandês em Ironweed, até o sotaque do Bronx em Doubt. Em A Cry in the Dark (1988), os críticos ficaram impressionados com a capacidade de Meryl misturar o sotaque australiano com o da Nova Zelândia. Para o seu papel em Sophie's Choice (1982), ela usa o sotaque polonês, e fala fluentemente em alemão e polonês nas cenas-chave. Em The Iron Lady, ela reproduziu o estilo estridente de falar de Margaret Thatcher antes dela se tornar primeira ministra, e o tom mais suave após as lições de fonoaudiologia.
De acordo com ela própria, os sotaques são uma parte óbvia da construção dos personagens. Certa vez, perguntada sobre isso ela respondeu, "Eu sou sempre confrontada por essa questão… Como eu posso interpretar um personagem e falar como eu mesma?". Quando questionada sobre como consegue reproduzir os diferentes sotaques ela respondeu, "Eu os ouço".

### Projetos não concretizados

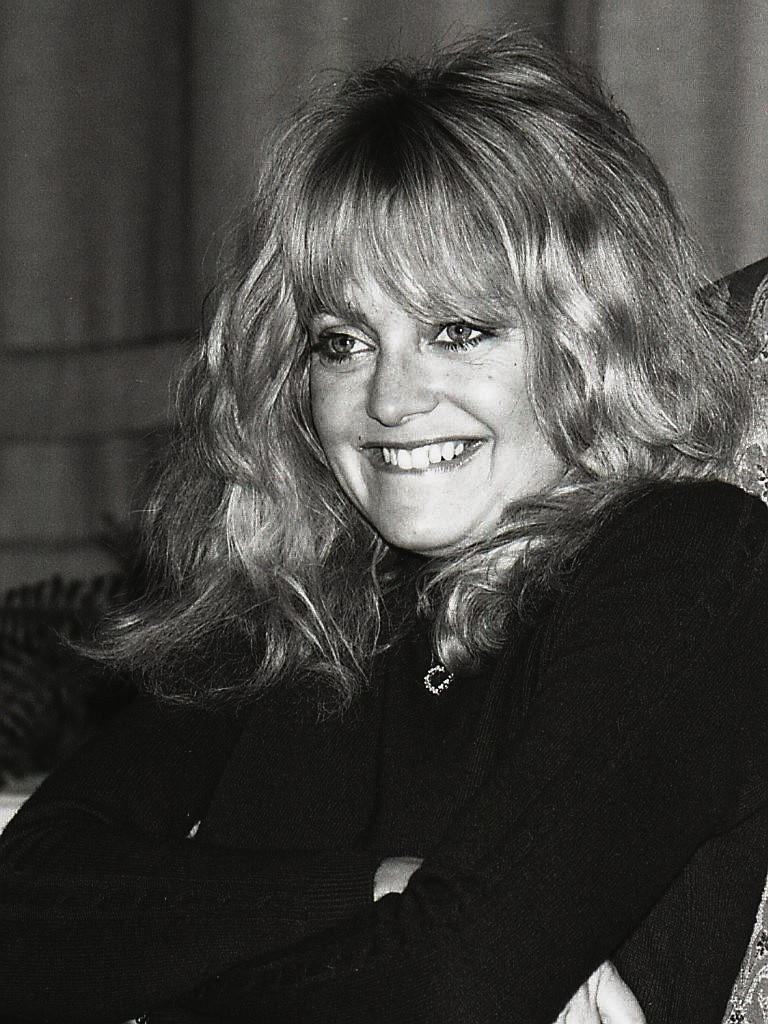
Goldie Hawn e Meryl eram as primeiras opções para Thelma & Louise

No início dos anos 1970 Meryl começou a participar de testes de elenco para o cinema. Uma de suas audições mais famosas foi para o remake dirigido por Dino De Laurentiis do filme King Kong, no qual se candidatou ao papel principal. "Ele disse ao seu filho, que estava organizando o encontro: 'Ela é feia. Por que você me trouxe essa coisa?' Ele não imaginava que eu tinha estudado e me formado em italiano", disse Streep recordando o fato. "Quando eu respondi, em italiano, ele me olhou como se tivesse levado um tiro", completou. O papel ficou com a então iniciante Jessica Lange.
No remake de The Postman Always Rings Twice a primeira opção para o papel principal era Meryl. Contudo, ela exigiu que nas cenas de sexo explícito seu corpo fosso exposto tanto quanto o de seu par, Jack Nicholson. Diante da negativa da produtora, ela desistiu do filme e o papel foi dado a Jessica Lange.
No final dos anos 1980 Meryl Streep e Goldie Hawn ficaram amigas e estavam interessadas em fazer um filme juntas. Depois de estudarem vários projetos, decidiram por Thelma and Louise. Porém, a Meryl engravidou de seu quarto filho, o que a impediria de participar das filmagens em 1988. Os produtores decidiram substituir as duas por Susan Sarandon e Geena Davis, ambas indicadas ao Oscar de Melhor Atriz por suas atuações no filme que se tornou um clássico.
A gravidez de seu quarto filho também tirou Meryl do filme Man Trouble, no qual foi substituída por Ellen Barkin.
| “ | A maternidade tem um efeito muito humanizador. Tudo fica reduzido ao essencial - Merly Streep em uma entrevista com um repórter, explicando como sua vida mudou após sua gravidez | ” |

Em 1991, Mike Nichols plenajava dirigir The Remains of the Day, com Meryl Streep e Jeremy Irons. Mas depois de ambos lerem para ele, Nichols mudou de ideia. Ele, contudo, se recusou a dizer isso para Meryl, passando essa tarefa para Sam Cohn, que era agente tanto de Meryl, quanto de Mike. Como resultado, Meryl rompeu como Cohn. "Eu saí por causa de algo que Mike fez que eu senti que Sam deveria ter me protegido", afirmou na época. O filme foi assumido por James Ivory com Anthony Hopkins e Emma Thompson.
Em 1998, após uma briga com Wes Craven (de filmes como A Nightmare on Elm Street e Screem), a cantora Madonna deixou as filmagens de Music of the Heart, alegando "diferenças artísticas" com o diretor. Meryl foi escalada para o papel, e precisou ter aulas de violino durante seis horas por dia por seis meses, para conseguir tocar nas cenas musicais do filme.
Três anos antes, aconteceu o inverso: Meryl era a principal cotada para o papel de Eva Perón no musical Evita. Semanas antes do contrato ser fechado, Madonna escreveu uma carta ao diretor Alan Parker expondo uma série de motivos para os quais era escolha perfeita para o papel. Em dúvida sobre a capacidade de Meryl cantar no filme, Parker escolheu Madonna.

## Televisão

Meryl caracterizada como o personagem "Rabino" da minissérie Angels in America, atuação que lhe rendeu o Globo de Ouro e o Emmy

| Título                         | Ano     | Personagem                                                        | Notas                                    |  | Ref(s)          |
| ------------------------------ | ------- | ----------------------------------------------------------------- | ---------------------------------------- |  | --------------- |
| Everybody Rides the Carousel   | 1976    | Lover                                                             | Voz; Filme para TV                       |  | [ 184 ]         |
| The Deadliest Season           | 1977    | Sharon Miller                                                     | Filme para TV                            |  | [ 185 ]         |
| Secret Service                 | 1977    | Edith Varney                                                      | 1 episódio                               |  | [ 185 ]         |
| Holocaust                      | 1978    | Inga Helms Weiss                                                  |                                          |  | [ 185 ]         |
| Uncommon Women and Others      | 1979    | Leilah                                                            | Filme para TV                            |  | [ 185 ]         |
| Kiss Me, Petruchio             | 1981    | Katherine                                                         |                                          |  | [ 185 ]         |
| Alice at the Palace            | 1982    | Alice                                                             | Filme para TV                            |  | [ 186 ]         |
| The Earth Day Special          | 1990    | Concerned Citizen                                                 |                                          |  | [ 187 ]         |
| The Simpsons                   | 1994    | Jessica Lovejoy                                                   | Voz; episódio: "Bart's Girlfriend"       |  | [ 188 ]         |
| ...First Do No Harm            | 1997    | Lori Reimuller                                                    | Filme para TV                            |  | [ 124 ]         |
| King of the Hill               | 1999    | Aunt Esme Dauterive                                               | Voz; episódio: "A Beer Can Named Desire" |  | [ 189 ]         |
| Angels in America              | 2003    | Hannah Pitt / Ethel Rosenberg / The Rabbi                         |                                          |  | [ 190 ]         |
| Freedom: A History of US       | 2003    | Abigail Adams / Mary Eastey / Mother Jones / Margaret Chase Smith | 4 episódios                              |  | [ 190 ] [ 191 ] |
| Ocean Voyagers                 | 2007    | Narrator                                                          | Documentário                             |  | [ 192 ]         |
| Web Therapy                    | 2010–12 | Camilla Bowner                                                    | 5 episódios                              |  | [ 153 ]         |
| Makers: Women Who Make America | 2013    | Narrator                                                          | Documentário                             |  | [ 193 ]         |
| The Roosevelts                 | 2014    | Eleanor Roosevelt                                                 | Voz; Documentário                        |  | [ 194 ]         |
| Five Came Back                 | 2017    | Narrator                                                          | Documentário                             |  | [ 195 ]         |
| Big Little Lies                | 2019    | Mary Louise Wright                                                |                                          |  |                 |

## Teatro

Capa da Playbill de maio de 1977 com o musical Happy End, pelo qual Meryl foi indicada ao Drama Desk Award

Estreou no teatro universitário no Vassar Drama Department, do Vassar College, com a peça Miss Julie, no papel principal. Ainda em Vassar participou de outras duas montagens no teatro localizado dentro da universidade e fez sua primeira peça encenada fora do campus: The Playboy of Seville, em 1971, no Cubiculo Theatre.
Em 1972 seguiu para a Universidade Yale onde permaneceu até 1975 no Yale Repertory Theatre, participando de 14 espetáculos, entre eles A Midsummer Night's Dream, de William Shakespeare.
Ainda em 1975 fez sua estréia nos palcos profissionais, no Vivian Beaumont Theater, localizado no Lincoln Center, participou da montagem de Trelawny of the Wells. No início do ano seguinte, ainda em Nova Iorque participou das montagens de 27 Wagons Full of Cotton/A Memory of two Mondays e Secret Service.
Recebeu três indicações para o prêmio de Melhor Atriz no Teatro do Drama Desk Award de 1976, pelos seus três primeiros papéis no teatro. Por 27 Wagons Full of Cotton/A Memory of two Mondays foi indicada também ao Tony e venceu o Outer Critics Circle.
No mesmo ano estrelou ainda Henry V, Measure for Measure e The Cherry Orchard- peça pela qual foi novamente indicada ao Drama Desk Award de melhor atriz, em 1977, ano que estrelou o musical Happy End pelo qual também foi indicada ao Drama Desk de 1977, desta vez, como Melhor Atriz em Musical.
Em 1978 estrelou ao lado de Raúl Juliá The Taming of the Shrew. No ano seguinte encenou Taken in Marriage e em 1980 participou de Alice in Concert, peça pela qual recebeu um Obie.
Em 1981 fez sua última aparição na Broadway, na cerimônia de entrega do Tony daquele ano.
Após 21 anos longe dos palcos, voltou aos teatros, no circuito off-Broadway para encenar, em 2001, The Seagull, de Anton Tchekhov, dirigida por Mike Nichols. A peça foi co-estrelada por Natalie Portman, Kevin Kline, Christopher Walken, Philip Seymour Hoffman e Marcia Gay Harden, além de seu filho Henry Gummer. Pela montagem recebeu sua sexta indicação ao Drama Desk Award.
Em 2006 participou, novamente ao lado de Kevin Kline, da montagem de Mother Courage and Her Children, sendo novamente (pela sétima vez) indicada ao Drama Desk.

## Música

### Canções

Capa do disco Mamma Mia! The Movie Soundtrack, indicado ao Grammy

Na televisão, cantou pela primeira vez no teleteatro Secret Service, de 1977, voltando a soltar a voz no telefilme Alice at the Palace (1982).
No cinema sua primeira performance vocal foi em 1984 ao lado de Cher no filme Silkwood, voltou a fazê-lo anos depois em Ironweed (1983), filme no qual foi dirigida pelo argentino-brasileiro Hector Babenco, e em Heartburn (1986).
Em Postcards from the Edge (1990), cantou duas músicas. I'm Checkin' Out, de autoria de Shel Silverstein, que aparece na sequência final do filme foi indicada, em 1991, ao Oscar de melhor canção original (que segundo as regas do prêmio considera apenas os compositores da música, e não quem interpreta, portanto a indicação foi apenas para Silverstein). Na cerimônia de entrega do prêmio Meryl não cantou ao vivo a canção porque estava nos últimos meses de gravidez. A música perdeu para Sooner Or Later (I Always Get My Man), do filme Dick Tracy, interpretada por Madonna.
Também canta em Death Becomes Her (1992), Marvin's Room (1996), A Prairie Home Companion (2006) e finalmente em Mamma Mia! (2007), musical baseado nas canções do grupo sueco ABBA.
Sua versão da música título do filme fez grande sucesso na parada de músicas de Portugal, onde alcançou o 8º lugar em outubro de 2008. No People's Choice Awards, a música ganhou o prêmio de "Melhor canção em uma trilha sonora" e o disco com a trilha sonora do filme foi indicado ao Grammy na categoria Melhor Álbum de Trilha Sonora.
Apesar de ter tocado violino na cena do concerto final de Music of the Heart (1999), não participou da gravação da versão de Concerto em Dó Menor para Dois Violinos lançada no disco com a trilha sonora do filme. Também não foi creditada por Missouri Waltz, que interpretou em sequências de Out of Africa (1985).
Em 2014 estreará Into The Woods, o musical infantil da Disney dirigido por Rob Marshall que terá Meryl atuando e cantando no papel principal.
Ao longo de sua carreira lançou dez álbuns com as trilhas sonoras de filmes ou com músicas para crianças.

#### Discografia como cantora
| Ano  | Título                                                  | Ref.    |
| ---- | ------------------------------------------------------- | ------- |
| 1984 | Silkwood                                                | [ 203 ] |
| 1990 | Postcards From de Edge                                  | [ 205 ] |
| 1991 | For Our Children                                        | [ 217 ] |
| 1992 | Death Becomes Her                                       | [ 208 ] |
| 1995 | I Will Sing Life: Voices from the Hole in the Wall Gang | [ 217 ] |
| 1999 | A Child's Celebration of Classical                      | [ 217 ] |
| 2002 | Philadelphia Chickens                                   | [ 217 ] |
| 2006 | A Prairie Home Companion                                | [ 209 ] |
| 2008 | Robert Benford Lepley: Visions Within                   | [ 217 ] |
| 2008 | Mamma Mia! The Movie Soundtrack                         | [ 210 ] |
| 2014 | Into The Woods previsto                                 | [ 216 ] |

### Narrações

Capa do audiobook The One and Only Sherek, indicado ao Grammy

Ao longo de sua carreira lançou cerca de 17 audiobooks de clássicos da literatura em língua inglesa e de histórias infantis. Por The Velveteen Rabbit (1985), The Tailor of Gloucester (1987), The Tale of Peter Rabbit (1988) e The One and Only Shrek (2007), todos com histórias infantis, foi quatro vezes indicada ao Grammy na categoria Melhor Álbum Infantil Falado.

#### Discografia como narradora
| Ano  | Título                            | Ref.    |
| ---- | --------------------------------- | ------- |
| 1984 | The Velveteen Rabbit              | [ 217 ] |
| 1987 | Tale of Peter Rabbit              | [ 217 ] |
| 1988 | The Tailor of Gloucester          | [ 217 ] |
| 1993 | The Night Before Christmas        | [ 217 ] |
| 1995 | Passion: Women on Women           | [ 217 ] |
| 1995 | Fifty Poems of Emily Dickinson    | [ 217 ] |
| 1996 | Ancient Tower                     | [ 217 ] |
| 1996 | Babar the Elephant                | [ 217 ] |
| 1998 | The Greatest American Poetry      | [ 217 ] |
| 2000 | Dance on a Moonbeam               | [ 217 ] |
| 2002 | Chrysanthemum                     | [ 217 ] |
| 2003 | The John Cheever Audio Collection | [ 217 ] |
| 2007 | The One and Only Shrek            | [ 217 ] |
| 2010 | Words for You - The Next Chapter  | [ 217 ] |
| 2011 | Haiti After The Earthquake        | [ 217 ] |
| 2013 | The Testament of Mary             | [ 217 ] |
| 2013 | Heartburn                         | [ 217 ] |

## Vida pessoal

### Família

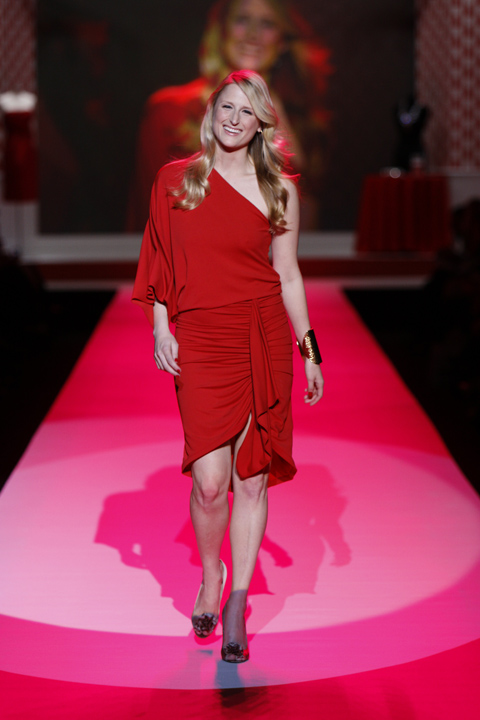
A atriz Mamie Gummer, filha mais velha de Meryl.

Streep viveu com o ator John Cazale por três anos, antes da morte dele, em 1978. Nas últimas semanas antes de sua morte, a atriz se mudou para o hospital onde diariamente lia para ele o jornal imitando um comentarista esportivo e tentando confortá-lo até seus últimos momentos. Parte da história dos dois é descrita por amigos do casal, como Al Pacino, no documentário I Knew It Was You: Rediscovering John Cazale, de 2009.
Casou-se com o escultor Don Gummer, em setembro de 1978. Os dois se conheceram através do irmão de Meryl, Harry, amigo de longa data de Don. A cerimônia foi apenas para família de ambos em Mason's Island, Connecticut. Em maio do ano seguinte os dois fizeram um pequeno coquetel para os amigos para celebrar o casamento.
Durante seu discurso de agradecimento ao Oscar, em 2012, Streep dedicou o prêmio ao marido antes de agradecê-lo às demais pessoas. "Primeiramente eu gostaria de agradecer ao Don, porque quando se agradece ao marido no final do discurso, eles aumentam o volume da música e eu faço questão de que ele saiba que tudo que eu valorizo em nossas vidas foi ele que me deu", disse.

Eles tiveram quatro filhos: Henry Wolfe Gummer, nascido em 1979; Mamie Gummer, nascida em 1983; Grace Gummer, nascida em 1986; e Louisa Jacobson Gummer, nascida em 1991. Tanto Mamie como Grace são atrizes, enquanto Henry é músico e ator.
| “ | Mesmo quando ainda era jovem e sem dinheiro, trabalhava direto durante quatro meses e ficava desempregada de novo. Então meus filhos nunca sabiam quando eu estaria em casa. Isso foi muito valioso, mas é uma luta contínua. As mulheres têm de fazer tudo isso. E também, quanto mais flexível o trabalho fica, mais os pais se envolvem. | ” |
|   | — Meryl Streep após receber seu terceiro Oscar, em 2012, comentando a dificuldade de conciliar carreira e família.. |   |

Streep e o filho Henry atuaram juntos na peça The Seagull, em 2001. A filha do meio, Grace Gummer, atuou ao lado da mãe no filme The Homesman, de 2014. Já a mais velha, Mamie Gummer, atuou com Meryl em duas ocasiões: na sua estreia no cinema, ainda criança, em Heartburn e, mais recentemente, na adaptação do romance de Susan Minot, Evening. Fisicamente parecida com Meryl, afirmou recentemente em entrevista a Folha de S.Paulo que tenta afastar-se da imagem da mãe, apesar de sua grande influência em sua carreira.
| “ | Cresci em uma área rural e fui intocada pelo glamour da profissão. Acho que ter assistido ao jeito como minha mãe levou sua carreira me deu um grande modelo de como devo me portar e de como fazer as coisas do jeito certo. Espero que eu tenha aprendido. | ” |
|   | — Mamie Gummer em entrevista à Folha de S.Paulo sobre a influência de Meryl Streep em sua carreira.. |   |

### Religião
Streep foi criada em um lar presbiteriano. Teve muitos colegas de escola católicos, e frequentemente ia à missa com eles porque adorava os rituais dessa religião.
Quando perguntada sobre o papel da religião na sua vida, em 2009, respondeu, "Eu não sigo uma doutrina. Eu não pertenço a nenhuma igreja, templo, sinagoga ou ashram". Também disse "Eu sempre estive muito interessada na fé, porque me ajuda a entender todo o alívio trazido pela religião e sobre o qual elas são estruturadas". Streep não descarta a possibilidade de que Deus exista; “Eu tenho um senso de tentar fazer as coisas melhor. De onde é que isso veio?”.

### Filantropia
É co-fundadora do Mothers e Others um grupo de consumidores que advogam desde os anos 1990 sobre a proteção da saúde infantil, o meio ambiente e apoiam a agricultura orgânica.
Também apoia o Centro para a Saúde e o Meio ambiente Global da Harvard Medical School, o Scenic Hudson, e a Coalizão pela Saúde Infantil, além do Equality Now uma campanha global pelos direitos de mulheres e meninas ao redor do mundo.
Doou todo o seu cachê do filme The Iron Lady, além de outros valores em dinheiro para o National Women's History Museum. Em 2012 doou 1 milhão de dólares para o The Public Theatre, e desde o início de 2013 apoia a campanha da grife Gucci liderada por Beyoncé Knowles Chime For Change, para o empoderamento de mulheres em todo o mundo.

## Meryl Streep na culturapop

Meryl e Penélope Cruz na capa da Vogue Paris de maio de 2010

Suas atuações são uns dos principais elementos que inspiraram a obra do artista plástico novaiorquino Michael Cavayero: "Comecei a pintar estes quadros da jovem Meryl Streep talvez na primavera de 2008. Eu acho que eu sempre gostei dela. Meu pai costumava fazer-me ver um monte de filmes dela com ele, principalmente em VHS's dos anos 80, quando eu era mais jovem. Isso era uma espécie de 'segundo tempo' dos filmes", disse. Parte dos retratos de Meryl, como a versão da famosa fotografia de Annie Leibovitz de Meryl para a capa da revista Rolling Stone em 1981 fizeram parte de uma exposição no Metropolitan Museum of Art em Nova Iorque.
Em uma sequência do filme The First Wives Club (1996), Brenda (Bette Midler) pega uma estatueta do Oscar pertencente a Elise (Goldie Hawn) e exclama: "Vem escrito 'eu venci a Meryl!?'", em referência às 14 vezes em que a atriz foi então indicada, mas não ganhou o prêmio. A frase foi repetida pela atriz Jennifer Lawrence durante seu discurso de agradecimento ao Globo de Ouro de Melhor Atriz no Cinema - Comédia ou Musical em janeiro de 2013, que tinha Streep como uma das indicadas, o que gerou controvérsias na imprensa e na internet.
Em 2010, aos 60 anos, Streep se tornou a mais velha pessoa a estampar a capa de uma revista Vogue, no caso, a edição francesa da publicação, onde apareceu ao lado de Penélope Cruz. Em dezembro de 2011, com 62 anos, ela saiu, desta vez sozinha, na capa da Vogue americana. Desde março de 2013, o "título" pertence a Tina Turner, que saiu na Vogue alemã.

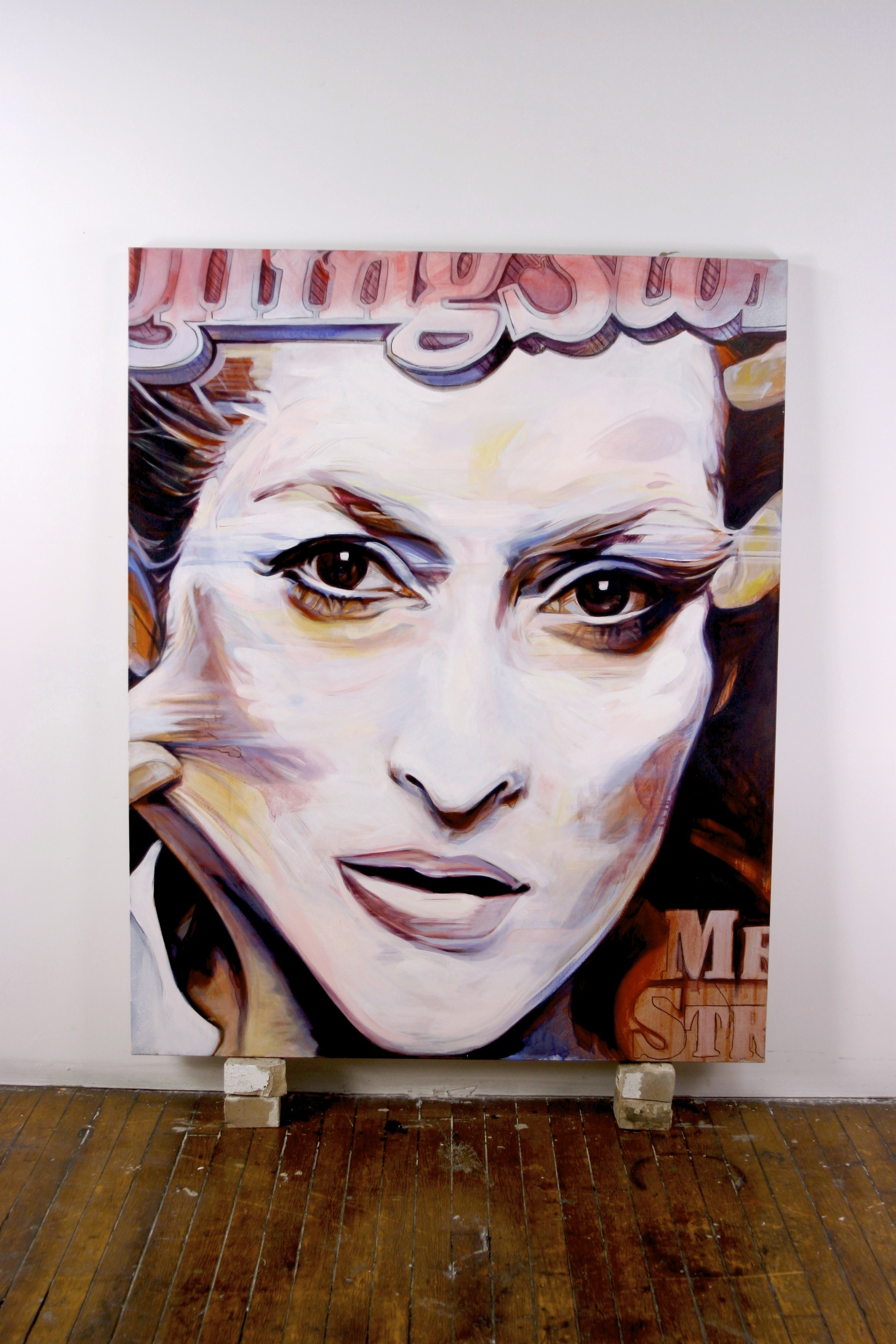
Versão de Michael Cavayero para o retrato que estampou a Rolling Stone

A atriz é tema de quatro músicas: “Meryl Streep” Jackson Teeley, "Meryl Streep", da banda de electro californiana Indigo; Meryl Streep Is A Fucking Liar, do grupo de screamo rock estadunidense Usurp Synapse e em Think Of Meryl Streep, apresentada no musical de 1988 Fame, baseado no filme homônimo de 1980.
Em 2013 ela apareceu ao lado de outros artistas e modelos como Johnny Depp e Kate Moss interpretando uma fã do ex-Beatle Paul McCartney no videoclipe da música Queenie Eye.
Na primeira temporada do seriado Modern Family o personagem Cameron (Eric Stonestreet) após ouvir que Meryl não teria sido a melhor escolha para o filme Mamma Mia! afirma: "Desculpa. Meryl poderia interpretar Batman e ainda sim ser a escolha correta". A frase se tornou um meme quando o ator Ben Affleck foi escolhido para interpretar o herói, em 2013.
No Oscar 2014, a atriz participou da célebre selfie comandada pela apresentadora Ellen DeGeneres, anfitriã da noite, que teve mais de 2,7 milhões de compartilhamentos, chegando a colapsar o Twitter por alguns minutos. A imagem se tornou a foto mais retuitada da história.

## Prêmios

### Prêmios de atuação
Uma das atrizes mais premiadas de todos os tempos, Streep recebeu 21 indicações ao Oscar, 14 ao BAFTA, 3 ao Emmy, 29 ao Globo de Ouro, 5 ao Grammy, 16 ao SAG Awards, e uma ao Tony, além de diversos outras premiações, que somam cerca de 215 indicações. Sendo recordista de indicações no Oscar e no Globo de Ouro.
Venceu o Oscar por três vezes, (ficando atrás apenas de Katharine Hepburn, que recebeu o prêmio por quatro vezes). É a maior vencedora da história dos Globos de Ouro, com nove prêmios.
Possui os prêmios de melhor atriz nos festivais de Cannes e Berlim. Do último também recebeu um prêmio honorário pelo conjunto da carreira.
Entre os prêmios honorários, destacam-se também o César, da Academia Francesa de Cinema e o AFI Lifetime Award, do American Film Institute.
| Prêmio             | Ano  | Categoria                                            | Título do Filme               | Ref.    |
| ------------------ | ---- | ---------------------------------------------------- | ----------------------------- | ------- |
| Oscar              | 2012 | Melhor Atriz                                         | The Iron Lady                 | [ 26 ]  |
| Oscar              | 1982 | Melhor Atriz                                         | Sophie's Choice               | [ 26 ]  |
| Oscar              | 1979 | Melhor Atriz Coadjuvante                             | Kramer vs. Kramer             | [ 26 ]  |
| Globo de Ouro      | 2012 | Melhor Atriz em Filme Dramático                      | The Iron Lady                 | [ 33 ]  |
| Globo de Ouro      | 2010 | Melhor Atriz em Filme de Comédia                     | Julie & Julia                 | [ 33 ]  |
| Globo de Ouro      | 2007 | Melhor Atriz em Filme de Comédia                     | The Devil Wears Prada         | [ 33 ]  |
| Globo de Ouro      | 2004 | Melhor Atriz em Minissérie ou Filme para a televisão | Angels in America             | [ 33 ]  |
| Globo de Ouro      | 2003 | Melhor Atriz em Filme Dramático                      | Adaptation.                   | [ 33 ]  |
| Globo de Ouro      | 1982 | Melhor Atriz em Filme Dramático                      | Sophie's Choice               | [ 33 ]  |
| Globo de Ouro      | 1981 | Melhor Atriz em Filme Dramático                      | The French Lieutenant's Woman | [ 33 ]  |
| Globo de Ouro      | 1979 | Melhor Atriz Coadjuvante em Cinema                   | Kramer vs. Kramer             | [ 33 ]  |
| BAFTA              | 2012 | Melhor Atriz                                         | The Iron Lady                 | [ 35 ]  |
| BAFTA              | 1981 | Melhor Atriz em cinema                               | The French Lieutenant's Woman | [ 35 ]  |
| Emmy               | 2004 | Melhor Atriz em Minissérie ou Filme para a televisão | Angels in America             | [ 255 ] |
| Emmy               | 1978 | Melhor Atriz em Minissérie ou Filme para a televisão | Holocaust                     | [ 255 ] |
| Festival de Cannes | 1989 | Melhor Atriz                                         | A Cry in the Dark             | [ 43 ]  |
| Festival de Berlim | 2012 | Urso de Ouro                                         | honorário                     | [ 256 ] |
| Festival de Berlim | 2003 | Melhor Atriz                                         | The Hours                     | [ 257 ] |

### Láureas culturais

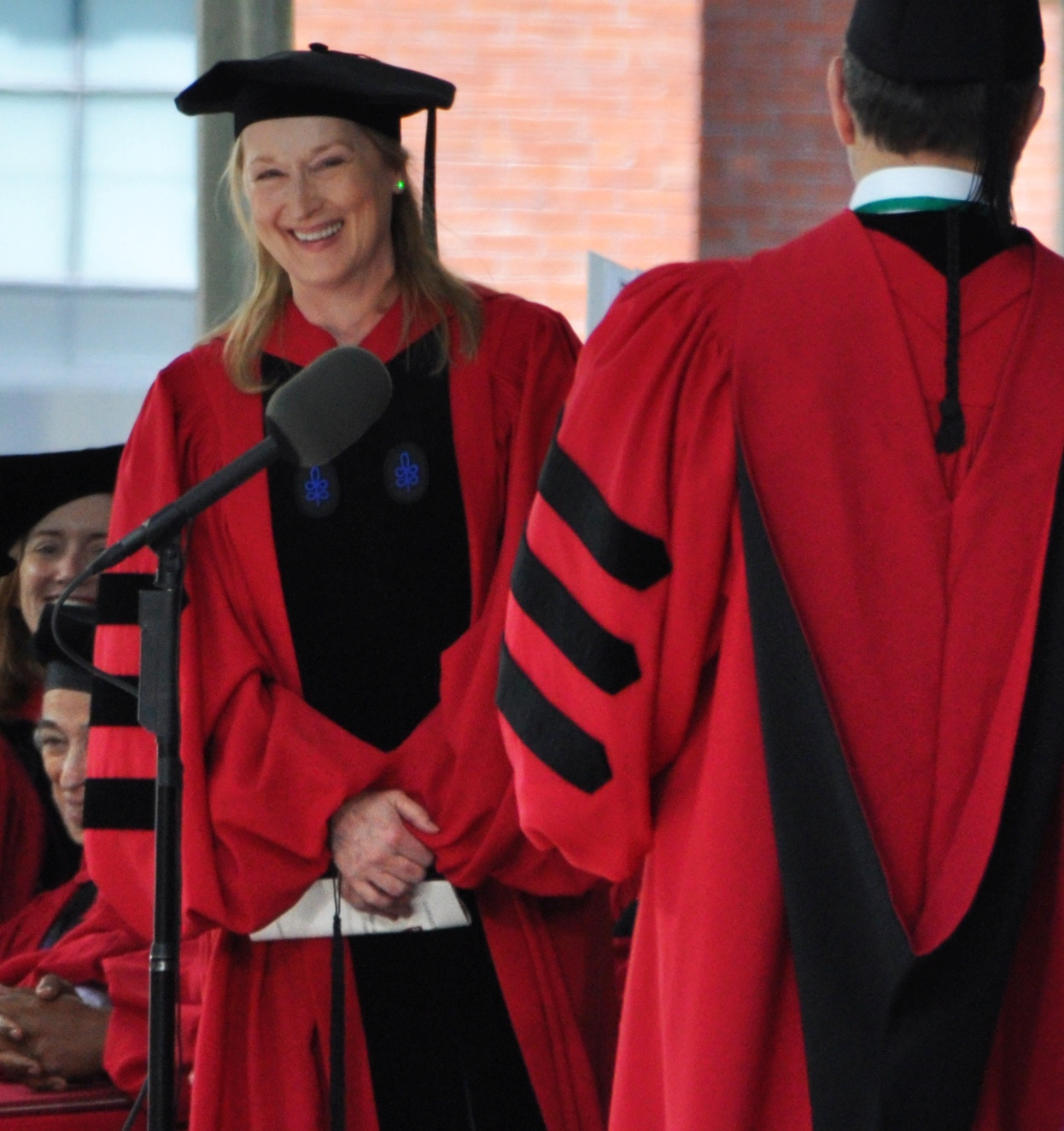
Meryl recebendo doutorado honorário na Universidade de Harvard

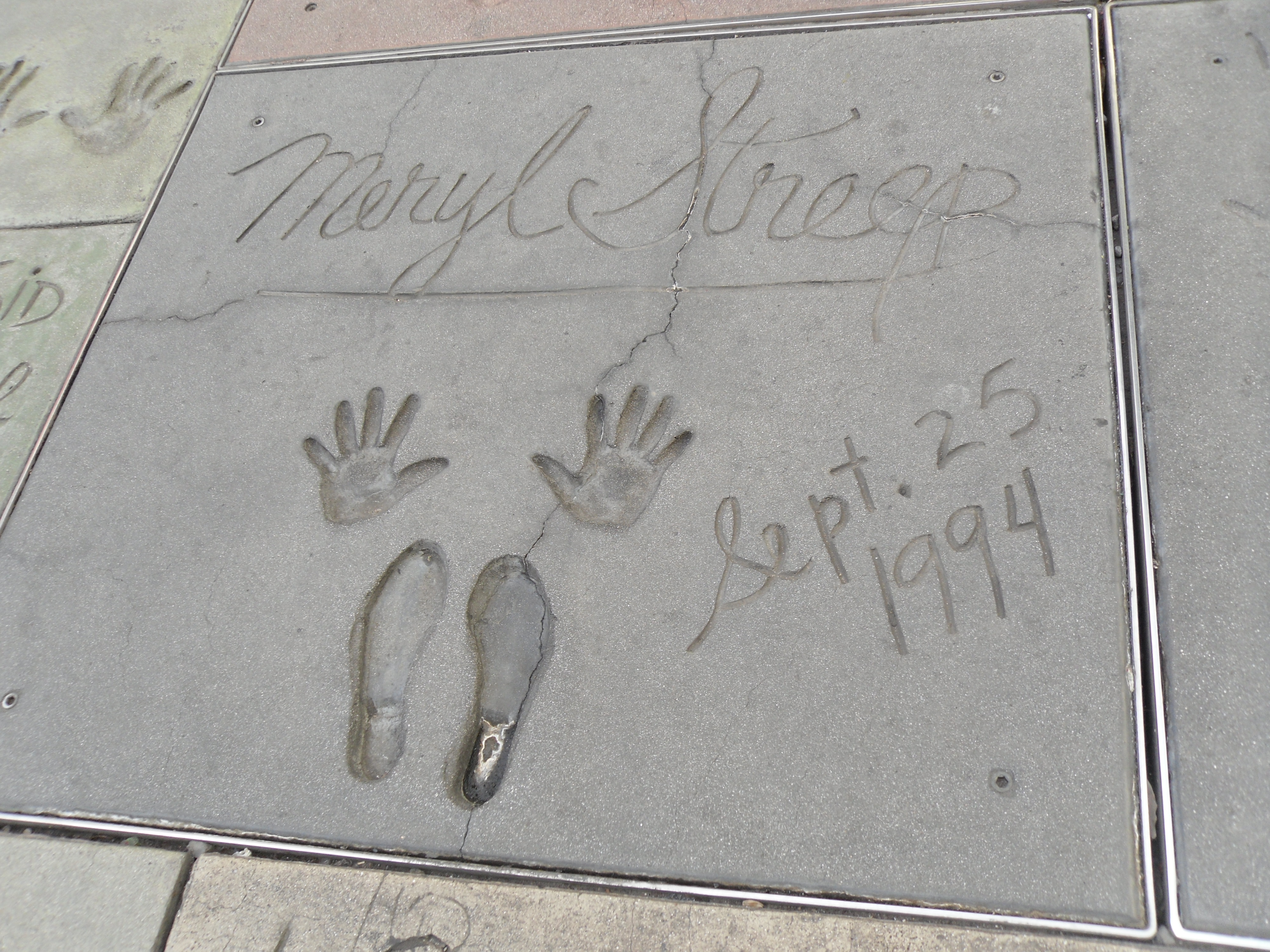
Marcas de Meryl no Teatro Chinês de Hollywood

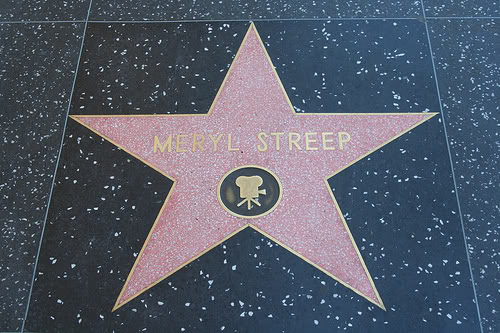
Estrela de Meryl na Calçada da Fama

Foi reconhecida pela Universidade de Indiana, em 2014; pela Universidade de Harvard, em 2010; pela Universidade de Princeton, em 2008 e pela Universidade Yale, em 1983, com doutorados honorários em artes.

Em 2011 recebeu na Casa Branca, a Medalha Nacional das Artes, conferida pelo presidente Barack Obama, por sua contribuição à arte e cultura dos Estados Unidos. Durante a cerimônia de entrega o presidente afirmou ser "apaixonado" por Meryl.
| “ | Qualquer pessoa que assitiu The French Lieutenant's Woman tem uma queda por ela. | ” |
|   | — Barack Obama ao entregar a Medalha Nacional das Artes a Meryl Streep..         |   |

No mesmo ano também receberam o prêmio no Kennedy Center a cantora Barbara Cook, o celista Yo-Yo Ma, e os compositores Neil Diamond e Sonny Rollins.
Em 16 de setembro de 1998 recebeu uma estrela na Calçada da Fama de Hollywood, localizada no número 7020 da Hollywood Boulevard. Cerca de quatro anos antes, em 24 de setembro de 1994 deixou sua assinatura e a marca de seus pés e mãos no Grauman's Chinese Theatre.
Em 2007 foi incluída ao lado de Bruce Springsteen e Frank Sinatra no New Jersey Hall of Fame, grupo de pessoas de diversas áreas (desde o esporte a política) nascidos no estado de Nova Jérsei que contribuíram de maneira expressiva para a cultura mundial.